# Реп'ї
Реп'ї (рос. Репьи) — присілок у Лузькому районі Ленінградської області Російської Федерації.
Населення становить 20 осіб. Належить до муніципального утворення Скребловське сільське поселення.

## Історія
Згідно із законом від 28 вересня 2004 року № 65-оз належить до муніципального утворення Скребловське сільське поселення.

## Населення
| 1838 | 1862 | 1928 | 1965 | 1997 | 2007 | 2010 |
| ---- | ---- | ---- | ---- | ---- | ---- | ---- |
| 133  | ↗142 | ↗173 | ↘74  | ↘9   | ↘7   | ↗20  |